# اولاش
اولاش (به ترکی استانبولی: Ulaş، به کردی: Tecer، به ارمنی: Ուլաշ) یک منطقهٔ مسکونی در ترکیه است که در استان سیواس واقع شده‌است. اولاش ۱٬۳۸۲ متر بالاتر از سطح دریا واقع شده‌است.